# 鳥取県の市町村歌一覧
鳥取県の市町村歌一覧（とっとりけんのしちょうそんかいちらん）は、日本の鳥取県に属する市町村で制定されている、もしくは過去に制定されていた市町村歌などの自治体歌やそれに準じた楽曲の一覧である。なお、一覧の順序は全国地方公共団体コード順による。

## 概説
鳥取県では平成の大合併で誕生した町の多くで早期に町歌が制定されている。2015年（平成27年）現在で市町村歌を制定していない自治体は19市町村のうち八頭郡若桜町・西伯郡伯耆町の2町である。
市部は4市全てで市歌が制定されている。4市中で唯一の新設合併方式を採ったため旧市の市歌が失効していた米子市は、2015年（平成27年）に合併10周年を記念して新市歌を制定した。

## 市部
鳥取市
- 伸びゆくふるさと（鳥取市民歌）[3] - 2005年（平成17年）11月1日制定

作詞：伊藤學 作曲：山根万里
2004年（平成16年）の8町村編入合併を記念して制定された2代目の市歌である。
米子市
- 米子市の歌[2] - 2015年（平成27年）3月31日制定

作詞：保岡直樹 作曲：松田恭雄
合併10周年記念。2代目（新設合併後の米子市としては初代）の市歌である。
倉吉市
- 倉吉市歌[4] - 1954年（昭和29年）7月12日制定

作詞：吉田啓文 作曲：保田正
境港市
- 境港市の歌[5] - 1983年（昭和58年）9月8日制定

作詞：岩谷時子 作曲：足羽章

## 町村部
岩美郡岩美町
- 岩美町民歌 - 1969年（昭和44年）7月制定[6]

八頭郡若桜町
- （未制定）

ご当地ソングとして1931年（昭和6年）に発表された「若桜小唄」（作詞：野口雨情、作曲：藤井清水）が広く愛唱されている。
八頭郡智頭町
- 智頭町歌

八頭郡八頭町
- 八頭町歌

東伯郡三朝町
- 三朝町歌[8] - 1968年（昭和43年）10月21日制定

作詞：河西新太郎 作曲：山田堯明
東伯郡湯梨浜町
- 湯梨浜町歌[9] - 2006年（平成18年）3月制定

作詞：神馬せつを 補作：町歌歌詞選定委員会 作曲：佐々木道也
東伯郡琴浦町
- 琴浦町歌 輝く未来へ[10] - 2005年（平成17年）9月制定

作詞：星合節子 作曲：野口勇
東伯郡北栄町
- いいね北栄町[11]

作詞：駒井瞭 作曲・田中みつとし
西伯郡日吉津村
- わたしのふるさと -日吉津村民歌-[12] - 1988年（昭和63年）6月制定

作詞：木村薫代 補作：島田陽子 作曲：池田八声
西伯郡大山町
- 大山賛歌 わがこころの山[13] - 2015年（平成27年）10月10日制定

作詞：松田美代子 補作：松井由利夫 作曲・編曲：川口真
1972年（昭和47年）の第27回冬季国体を記念して作成された。旧大山町の時代には正式な町歌とはされていなかったが新設合併後も事実上の町歌のような形で演奏されることが多く、2015年（平成27年）に町民を対象に町花・町木の選定および町歌制定の是非を問うアンケート調査を実施した際も「大山賛歌 わが心の山」を推す意見が全体の8割を占めたため選定委員会の答申に基づき正式な町歌として制定された。
旧中山町・名和町がそれぞれ制定していた町歌は合併後も「地域の歌」として継承されている。
西伯郡南部町
- 未来へ大きく[18] - 2009年（平成21年）制定

作詞：島田陽子 作曲：池田八声
西伯郡伯耆町
- （未制定）[1]

日野郡日南町
- 日南町町歌

作詞：脇太一 作曲：木村信之
日野郡日野町
- きらり この町[19] - 1999年（平成11年）制定

作詞：平尾正人 作曲：丸山和範
日野郡江府町
- 江府町讃歌[20] - 2007年（平成19年）制定

作詞：伊藤學 作曲：手島隼人

## 廃止された市町村歌
鳥取市
- 鳥取市民歌 - 1948年（昭和23年）10月1日制定[21]

作詞：松本光雄 作曲：岡本新市
初代の市歌である。
米子市
- 米子市の歌（旧）[22] - 1967年（昭和42年）4月1日制定

作詞：米子市選定 作曲：高木東六
初代（新設合併前の旧米子市）の市歌である。
西伯郡淀江町
- 伸びゆく淀江[22] - 1984年（昭和59年）6月20日制定

作詞：杉本満 補作：島田陽子 作曲：池田八声